# Élisabeth de Fresquet
Élisabeth de Fresquet, née le 16 juin 1949 à Orsay dans l'Essonne, est une femme politique et ancienne pilote de rallye française.

## Carrière sportive
Élisabeth de Fresquet a effectué son premier rallye automobile en 1979. 
Entre 1980 et 1994, elle a participé 7 fois au rallye Monte-Carlo et 5 fois au Tour de Corse (notamment avec sa fille  Virginie, comme copilote en 1992 et 1994). 
Elle a remporté à trois reprises la Coupe des dames du rallye monégasque (1982, 1985, et 1986), et a concouru dans plusieurs rallyes comptant pour le Championnat d'Europe, dont celui de Mont-Blanc - Morzine. 
En 1994, elle obtient le titre de championne de France des rallyes (asphalte).

## Carrière politique
Élisabeth de Fresquet adhère à l'UDF en 1980. En 1999, elle est membre de l'équipe de François Bayrou, chargée de ses déplacements lors de la campagne pour les élections européennes. En 2001, elle est élue au conseil de Paris pour le 15e arrondissement de Paris (commission éducation, culture, jeunesse et sport). Elle intègre à nouveau l'équipe de campagne de François Bayrou pour l'élection présidentielle française de 2002. En 2004, elle est élue au Conseil régional d'Île-de-France (commission cultures, nouvelles technologies). Elle est coordinatrice de la campagne parisienne pour la présidentielle de 2007.
En juin 2007, elle se présente aux élections législatives dans la douzième circonscription de Paris (nord du 15e arrondissement) sous l'étiquette UDF MoDem.
Pour les élections municipales de 2008 à Paris, elle est tête de liste MoDem dans le 15e arrondissement de Paris.

## Formation de peintre
Élisabeth de Fresquet est une ancienne élève de l'École du Louvre. Elle a poursuivi ses études de peinture en rejoignant l'Académie Julian, auprès des maîtres Édouard Georges Mac-Avoy et Claude Schürr.

## Vie familiale, engagement associatif
Elle est mère de 2 enfants et grand-mère de 4 petits enfants.
Très impliquée dans la vie associative, Élisabeth de Fresquet a participé à des opérations humanitaires en Roumanie avec Démocratie sans frontière et Une Trabant pour la Roumanie (aide à l'orphelinat de Gradinari, près de Bucarest : une Trabant fut engagée au rallye Monte-Carlo en 1992 afin de collecter des fonds pour l'orphelinat). Elle a participé à l'organisation d'opérations avec le Secours catholique, Emmaüs, Sol En Si, la Croix-Rouge et Le Relais Frémicourt dans le 15e arrondissement. Elle est présidente de Pacte contre le sida, association regroupant professeurs, artistes et champions qui organise des manifestations et récolte des fonds pour la recherche contre le sida.
Elle est également membre du conseil d'administration du Théâtre de la Ville à Paris.